# نیلی مظلوم
نیلی مظلوم (انگلیسی: Nelly Mazloum؛ ۹ ژوئن ۱۹۲۹ – ۲۱ فوریهٔ ۲۰۰۳) بازیگر اهل مصر بود.
او در دههٔ ۱۹۳۰ به‌عنوان یک کودک شگفتی‌ساز در مصر شناخته می‌شد و در دهه‌های ۱۹۴۰ تا ۱۹۶۰ در بسیاری از فیلم‌های سینمایی و تلویزیونی حضور داشت.